# San Miguel Zoapan
San Miguel Zoapan är en ort i Mexiko.   Den ligger i kommunen Tlachichuca och delstaten Puebla, i den sydöstra delen av landet, 190 km öster om huvudstaden Mexico City. San Miguel Zoapan ligger 3 003 meter över havet och antalet invånare är 1 077.
Terrängen runt San Miguel Zoapan är kuperad åt nordväst, men åt sydost är den bergig. Runt San Miguel Zoapan är det ganska tätbefolkat, med 120 invånare per kvadratkilometer. Närmaste större samhälle är Ciudad Serdán, 14,4 km sydväst om San Miguel Zoapan. Trakten runt San Miguel Zoapan består till största delen av jordbruksmark.